# 馬頭圍
22°19′21″N 114°11′11″E / 22.3223949°N 114.1862935°E

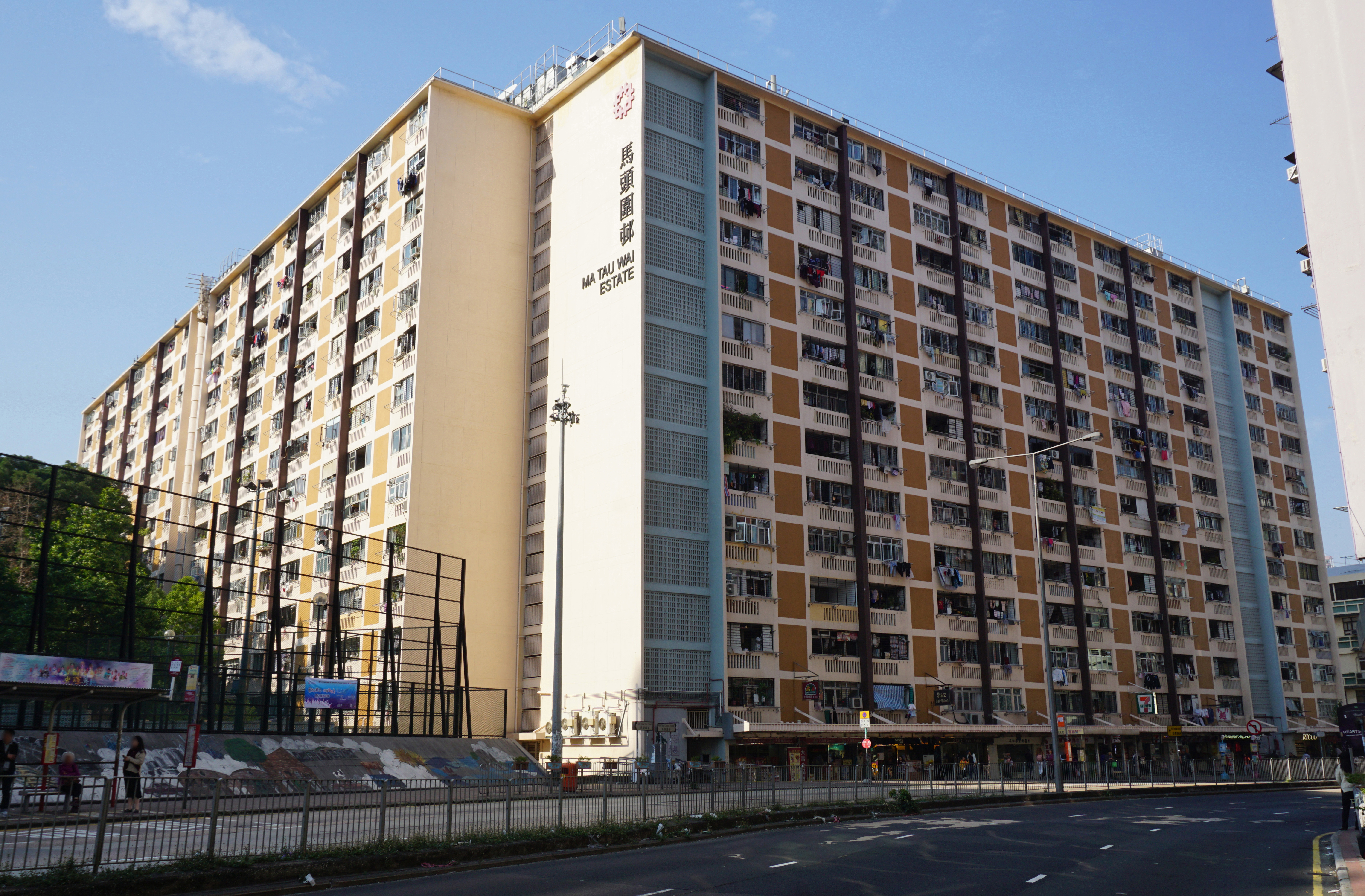
馬頭圍邨

馬頭圍（英語：Ma Tau Wai）位於香港九龍城區的中部，加多利山及何文田以東，九龍城及九龍仔以南，馬頭涌及土瓜灣以西，靠背壟北面。馬頭圍主要為住宅區。

## 地理位置
馬頭圍之具體位置為北面以太子道西與九龍仔及九龍城為界，西面以九龍醫院與加多利山為界，西南面以天光道與何文田為界，南面以天光道遊樂場及馬頭圍道遊樂場與靠背壟為界，東面則以馬頭涌道與馬頭涌及土瓜灣為界。

## 歷史

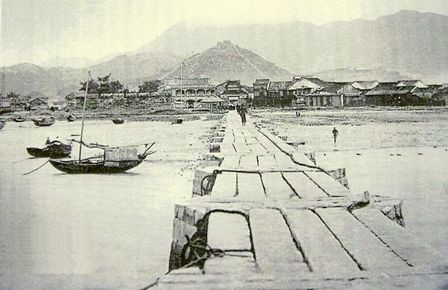
龍津石橋（1875年）

馬頭圍原名古瑾圍，因為古時九龍寨城附近的龍津碼頭而得名「碼頭圍」，隨後才出現「馬頭圍」的寫法。位置即現今的聖德肋撒醫院旁的露明道公園對面，大約在露明道和科發道之間。至1920年代，隨着城市擴展，古瑾圍被夷為平地。而南部二皇殿山下設有二皇殿村。二皇殿村清拆後則在附近興建馬頭圍邨和真善美邨。
馬頭圍亦與南宋皇帝有關聯。南宋末年，宋朝朝廷被逼在海上流亡。1277年，他們抵達九龍半島近馬頭圍一帶，短住半年。後人為紀念宋帝昰曾經來過，便在東面馬頭涌聖山上他休息過的一塊大石上刻上「宋王臺」三字。該石於香港日佔時期被日軍所毀，用作擴建啟德機場之用，不過現時於宋王臺公園的宋王臺石並非仿製品，而是戰後由被毀原石中撿出刻有「宋王臺」三字的殘石修葺而成。

## 社區環境

### 私人／居屋屋苑
- 嘉景花園
- 懿薈
- 雅閣花園
- 雅士花園
- 君柏

### 公共屋邨
- 馬頭圍邨
- 真善美邨

### 公共設施
- 九龍城裁判法院
- 九龍城警署
- 馬頭涌消防局

### 醫療服務
- 聖德肋撒醫院
- 播道醫院
- 香港眼科醫院
- 靈光診所

### 康樂文娛
- 馬頭圍道遊樂場
- 亞皆老街遊樂場

## 教育

#### 中學
- 香港宣道會劉平齋紀念國際學校
- 獻主會聖母院書院

#### 小學
- 馬頭涌官立小學
- 香港培道小學
- 聖三一堂小學
- 保良局林文燦英文小學

## 著名地點
- 宋王臺
- 聖三一座堂
- 上帝古廟
- 古瑾圍

## 交通

### 主要交通幹道
- 馬頭角道
- 馬頭圍道
- 馬頭涌道
- 太子道西／東
- 亞皆老街

### 其他街道

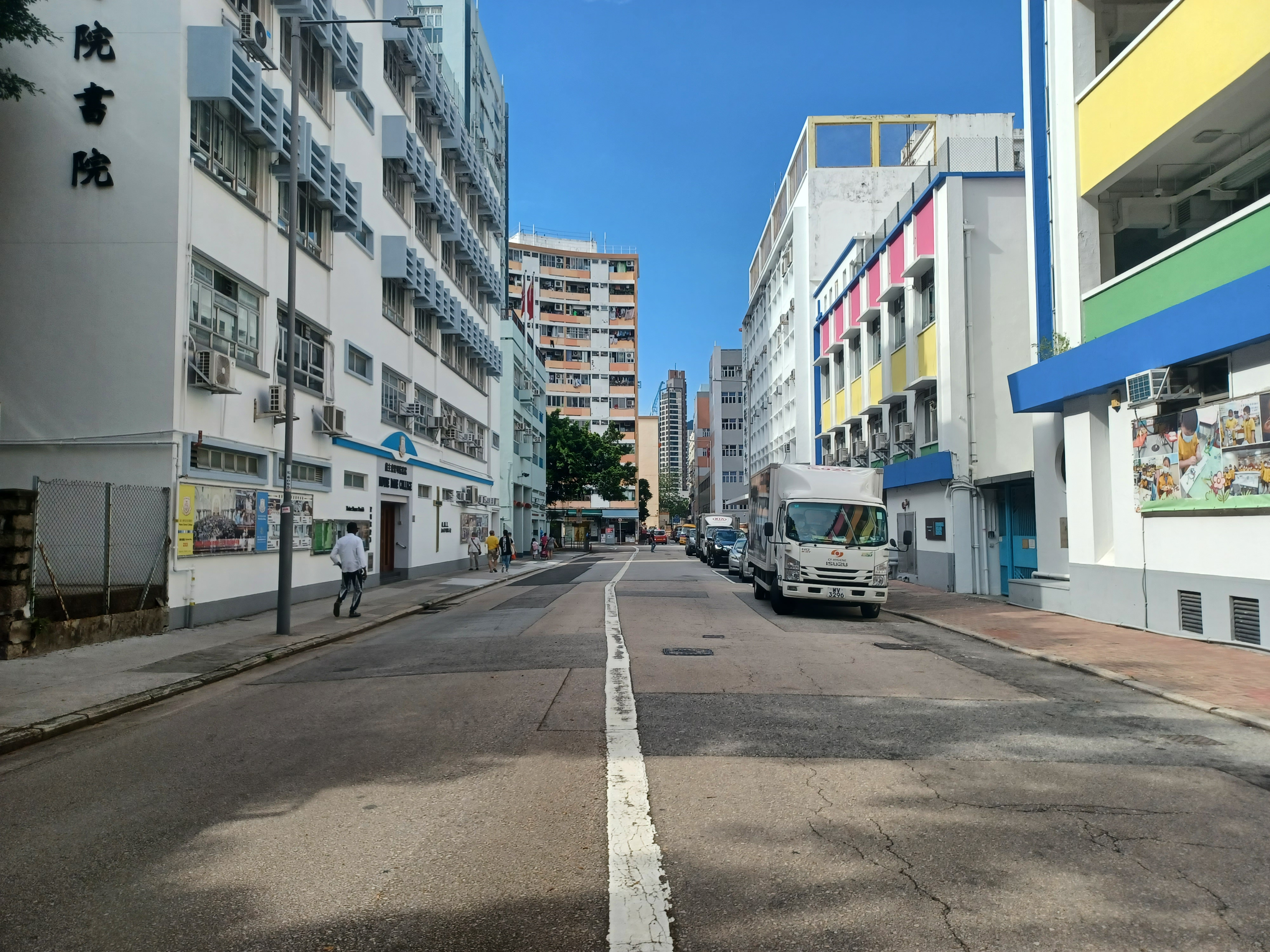
盛德街

- 天光道
- 富寧街
- 盛德街
- 福祥街
- 露明道
- 科發道
- 士他令道

## 區議會
根據九龍城區選區分界圖，馬頭圍橫跨兩個選區：馬頭圍和太子
| 選區   | 屬於馬頭圍的範圍                               |
| 馬頭圍 | 所有                                           |
| 太子   | 太子道西、露明道、亞皆老街、喇沙利道之間的範圍 |

## 參看
- 九龍城區
- 九龍城
- 土瓜灣
- 龍津石橋
- 馬頭角
- 馬頭涌
- 啟德機場